# Little Packington
Little Packington – wieś w Anglii, w hrabstwie Warwickshire, w dystrykcie North Warwickshire. Leży 20 km na północ od miasta Warwick i 150 km na północny zachód od Londynu.